# Grus-II-Zwerggalaxie
Die Grus-II-Zwerggalaxie, kurz auch Grus II oder Grus 2, ist eine im Jahr 2015 entdeckte Zwerggalaxie des Typs dSph im Sternbild Kranich in der Lokalen Gruppe und eine der Satellitengalaxien der Milchstraße.

## Eigenschaften
Gru II dSph besitzt einen Halblichtradius von {\displaystyle r_{h}=6,0_{-0,5}^{+0,9}} ′, was bei einer Entfernung von etwa 53 kpc einer Größe von (93 ± 14) pc entspricht. Sowohl ein deutlicher Roter-Riesen-Ast wie auch einige Mitglieder eines blauen Horizontalasts sind im Farben-Helligkeits-Diagramm erkennbar. Die Entfernung zur Großen Magellanschen Wolke beträgt 46 kpc und zum Zentrum der Milchstraße 49 kpc. Mit 33 kpc liegt sie etwas näher an der Kleinen Magellanschen Wolke und mit nur 18 kpc erstaunlich nahe zu Zwerggalaxien im Tukan. Auch wenn eine aktuelle Wechselwirkung zu diesen derzeit eher auszuschließen ist, kann eine frühere Interaktion mit diesen Systemen nicht ausgeschlossen werden.

## Weiteres
- Liste der Galaxien der Lokalen Gruppe